# Katsu Kanai
Katsu Kanai (金井勝, Kanai Katsu, né le 9 juillet 1936) est un cinéaste japonais indépendant, un auteur iconoclaste au sein de la nouvelle vague des années 1970.

## Biographie
Katsu Kanai est né le 9 juillet 1936 dans une famille de fermier à Sagamihara, préfecture de Kanagawa au Japon,. En 1960, il rejoint l'équipe de tournage de la compagnie de films Daiei et apprend le métier sous la direction des chefs opérateurs Takahashi Michio et de Kobayashi Setsuo,. Il quitte la compagnie Daiei à la fin de l'année 1964 pour devenir cadreur indépendant. Il fonde sa propre compagnie, Kanai Katsumaru Productions, en 1968 et commence une œuvre cinématographique empreinte de surréalisme.
Son œuvre principale est une trilogie insolite que l'auteur intitule « La Voie lactée souriante » (Smiling Milky Way). Dans chacun de ses trois films, le cinéaste met en scène des personnages pris dans des situations surréalistes ou grotesques. Selon Katsu Kanai, le premier film de sa trilogie L'Archipel du désert s'intéresse aux hommes dans le Japon d'après-guerre tandis que le suivant retourne aux préoccupations terrestres sur fond de passé coréen et que le troisième interpelle le divin,. Inspiré par Albert Camus, il définit lui-même le premier film de sa trilogie, sous titré "Chapitre de l'humain" comme la figuration de sa propre conception de l'existentialisme,.
Situé à l'avant-garde de la nouvelle vague japonaise indépendante, son cinéma est une expérimentation artistique personnelle et déconcertante, mêlée d'images fortes, qui se révèle finalement inclassable. De par son côté onirique, son cinéma se rapproche de celui de Wakamatsu Koji et de Terayama Shūji.
Il poursuit sa carrière à la télévision et réalise une série de « poèmes visuels ». Son film Super Documentary: The Avant Garde Senjutsu (2003) a reçu le prix du Fripesci International Critics lors de la cinquantième édition du Festival international de court-métrage d'Oberhausen.
Encore relativement méconnu sur le plan international, il a fait l'objet d'une rétrospective en Allemagne en 2007 lors du 57e festival d'Oberhausen. En octobre 2013, il a été programmé au Festival underground de Lausanne (Lausanne Underground Film Festival - LUFF).
Il enseigne à l'Université Zokei de Tokyo (Tokyo Zokei University / 東京造形大学) et à l'Institut des Images animées de Tokyo (Image Forum Institute of the Moving Image).
Classant le cinéaste japonais parmi les "indépendants absolus" (sans producteur ni distributeur), le critique Max Tessier, spécialiste du cinéma japonais indépendant, fut le premier à tenter de décrypter son œuvre en France,.

## Filmographie
- L'Archipel désert / (無人列島 - Mujin Rettô) - 1969 - 55 min

Avec : Kazuyoshi Kushida, Miyako Kasai, Zero Jigen, Jun Arai, Ayuko Asakawa Machiko Itô, Misa Kanehira 
- Good-bye - 1971 - 52 min

Avec : Yasuko Matsui, Musasabi-Dôji, Kanai Katsu, Yamazaki Yuji, Hisako Ohkata, Shigeomi Satô, Senka Takara, Shigeru Tanaka
- Le Royaume / (王国 - Ôkoku) - 1973 - 80 min

Avec : Musasabi Doji, Yamatoya Atsushi, Jônouchi Motoharu, Aya Itô, Kiyoshi Itô, Katsu Kanai, Kazuyoshi Kushida
- The Stormy times (時が乱吹 - Toki ga fubuku) - 1991 - 62 min

Avec : Karuko Aiyama, Motoharu Jônouchi, Katsu Kanai, Kurenai Kanda, Musasabi-Dôji, Kingo Someya, Takahide Takahashi, Yôko Takahashi 
- Holy Theater (聖なる劇場 - Sinaru Gekijyo) - 1998 - 29 min

Avec : Yamatoya Atsushi, Jônouchi Motoharu, Sato Jyusin, Ôsaka Toku, Kanai Katsu
- Super Documentaru : The avant garde Senjutsu (スーパードキュメンタリー前衛仙術) - 2003 - 33 min

Avec : Kanai Katsu, Onozuka Naomi, Tomoyo Naoki